# Avelino Guillén
Avelino Trifón Guillén Jáuregui (Chincheros, 10 de noviembre de 1954) es un abogado, exfiscal y jurista peruano. Fue ministro del Interior del Perú durante el gobierno de Pedro Castillo, desde el 4 de noviembre del 2021 hasta el 30 de enero del 2022. Es reconocido por su papel en el megajuicio contra Alberto Fujimori, en donde participó como fiscal supremo adjunto, lo que le permitió ser elegido por el diario El País de España como una de las 100 personalidades del 2008.

## Biografía
Avelino Trifón nació el 10 de noviembre de 1954, en Chincheros, del Departamento de Apurímac, Perú.
Estudió la carrera de Derecho en la Universidad de San Martín de Porres.

### Carrera fiscal
Ingresó en 1981 al Ministerio Público y al poco tiempo fue trasladado a Pucallpa para investigar casos de narcotráfico. En 1984, fue designado como adjunto del fiscal provincial José Mejía Chahuara en el caso de la matanza de cincuenta campesinos en Pucayacu, ejecutada por el capitán de corbeta AP Álvaro Artaza Adrianzén, conocido como «Comandante Camión».
En 1994 asumió el cargo de Fiscal Superior de Lima. En el 2001 pasó a la Fiscalía Suprema adjunta e intervino en varios procesos claves de corrupción durante el régimen fujimorista: Blanca Nélida Colán, Víctor Joy Way, Agustín Mantilla, vocales supremos y superiores digitados, congresistas tránsfugas, corrupción en el ministerio de Defensa y el autogolpe del 5 de abril.
Avelino Guillén jugó un papel fundamental en la sentencia de 25 años contra el expresidente peruano Alberto Fujimori por las masacres de Barrios Altos y La Cantuta. En mérito a sus intensos treinta años de lucha contra la corrupción y la impunidad, recibió en el 2009 el Premio Nacional de Derechos Humanos “Ángel Escobar Jurado” de la Coordinadora Nacional de Derechos Humanos.
Luego de su actuación en los juicios a Alberto Fujimori postuló a la plaza de Fiscal Supremo Titular; sin embargo, fue descalificado hasta en dos oportunidades por el Consejo Nacional de la Magistratura no pudiendo acceder a dicho ascenso. Guillen solicito una reconsideración a estas descalificaciones, pero el vicepresidente de la mencionada entidad encargada de la evaluación de magistrados Consejo Nacional de la Magistratura (CNM), Edwin Vegas Gallo, afirmó que no revisarían sus pruebas escritas y ratificando la descalificación de dicho magistrado en el concurso para alcanzar una plaza en la Fiscalía Suprema al ser reiterativos sus resultados negativos. https://rpp.pe/politica/actualidad/cnm-no-revisara-examen-de-avelino-guillen-y-ratifica-su-descalificacion-noticia-243142

### Carrera política

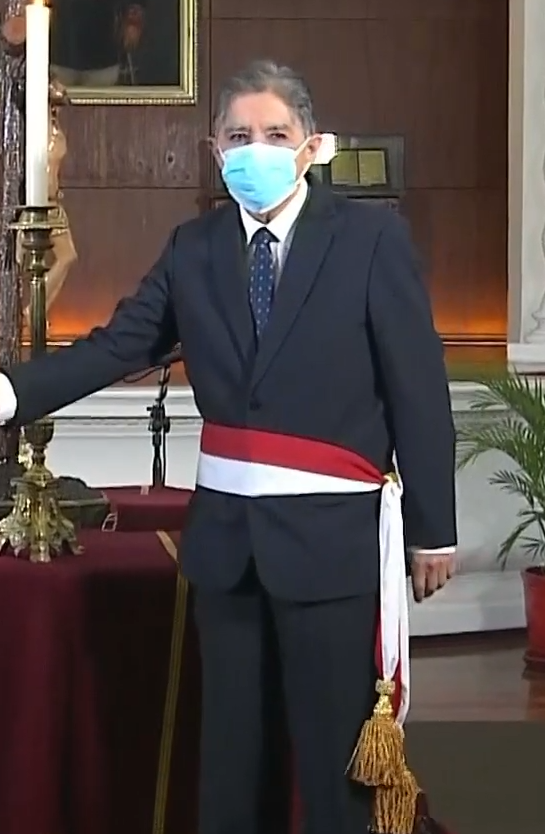
Guillén juramentando como ministro del Interior.

En 2011 renunció al Ministerio Público del Perú y tras ser elegido Ollanta Humala como presidente del Perú, Avelino Guillén estuvo a cargo del equipo de transferencia del nuevo gobierno en el sector Justicia.
En 2021 formó parte del equipo técnico del candidato presidencial Pedro Castillo en la segunda vuelta de las elecciones generales de ese año. Formó parte del equipo a través de Glatzer Tuesta y Gerardo Saravia, quienes sugirieron a Guillén a Vladimir Cerrón.
El 16 de septiembre de 2021 fue víctima de acoso, insultos y terruqueo en un supermercado del distrito de San Borja por parte del grupo extremista La Resistencia. El ataque fue difundido en un vídeo por redes sociales.

#### Ministro del Interior
Posteriormente, el presidente Pedro Castillo lo nombró ministro del Interior tras la renuncia de Luis Barranzuela, cargo al que juró el 4 de noviembre de 2021. Renunció de manera irrevocable al Ministerio el 28 de enero de 2022 tras sus discrepancias por la permanencia del entonces comandante general de la Policía, Javier Gallardo, y la falta de respuesta por parte del presidente.

## Controversias

### Archivamiento de caso de interceptación telefónica
Según declaraciones de Vladimiro Montesinos, él junto a Avelino Guillén y el entonces fiscal de la Nación Pedro Méndez Jurado sostuvieron coordinaciones que tuvieron como resultado que Guillén archivara el proceso de investigación contra el coronel Huamán, y otros miembros del Servicio de Inteligencia Nacional (SIN), en un caso de interceptación telefónica. Sin embargo, dichas acusaciones no lograron ser comprobadas.